# Richard Band
Richard Howard Band (* 28. Dezember 1953 in Los Angeles, Kalifornien) ist ein US-amerikanischer Filmkomponist.

## Leben
Richard Band ist Sohn des Filmproduzenten Albert Band und Bruder des Filmregisseurs und -produzenten Charles Band. Im Jahr 1978 trat er erstmals als Komponist für Filmmusik in Erscheinung und zusammen mit Joel Goldsmith war er für die Musik zu Laserkill – Todesstrahlen aus dem All verantwortlich. Bis heute ist er vor allem an Horror- und Low-Budget-Produktionen beteiligt. Eine Vielzahl der Filme wurden von seinem Bruder produziert und/oder inszeniert. Seine Arbeit umfasst rund 100 Produktionen.
Mehrmals arbeitete er mit dem Regisseur Stuart Gordon zusammen. Ihre erste gemeinsame Produktion war Re-Animator aus dem Jahr 1985.
Gelegentlich ist Band auch für das Fernsehen tätig. So komponierte er in den späten 1990er Jahren die Musik für einige Folgen der Serien Walker, Texas Ranger und Stargate – Kommando SG-1.
Für seine Musik zur Folge Dreams In The Witch House der Fernsehserie Masters of Horror wurde Band für den Emmy nominiert.

## Filmografie (Auswahl)
- 1978: Laserkill – Todesstrahlen aus dem All (Laserblast)
- 1982: Der Killerparasit (Parasite)
- 1982: Time Walker[1]
- 1983: Metalstorm – Die Vernichtung des Jared-Syn (Metalstorm: The Destruction of Jared-Syn) von Charles Band[2]
- 1984: Ghoulies
- 1985: Re-Animator
- 1986: Troll
- 1986: Terror Vision
- 1987: The Caller
- 1988: Prison – Rückkehr aus der Hölle (Prison)
- 1989: Puppet Master (The Puppet Master)
- 1989: Shadowzone
- 1990: Crash & Burn (Robotjox 3, auch: Kampf der Roboter)
- 1990: Bride of Re-Animator
- 1991: Puppet Master II
- 1991: Meister des Grauens (The Pit and the Pendulum)
- 1991: Demonic Toys
- 1992: Trancers 2010 (Trancers III)
- 1993: Dino Kids (Prehysteria!)
- 1994: Tod im Spielzeugland (Dollman vs. Demonic Toys)
- 1993: Puppetmaster 4
- 1994: Dino Kids 2 (Prehysteria! 2)
- 1994: Dragonworld
- 1995: Castle Freak
- 1997: In Vitro – Angriff der Mutanten (Hideous!)
- 1998: Chaos auf vier Pfoten (In the Doghouse)
- 1998: Curse of the Puppetmaster
- 1997–1998: Walker, Texas Ranger (Fernsehserie)
- 1997–1998: Stargate – Kommando SG-1 (Stargate SG-1, Fernsehserie)
- 2003: Puppet Master: The Legacy
- 2005–2007: Masters of Horror
- 2010: Puppet Master: Axis of Evil
- 2012: Puppet Master X: Axis Rising
- 2012: Skin Collector (Shiver)
- 2014: Das Biest lebt! (Throwback)
- 2018: Puppet Master: Das tödlichste Reich (Puppet Master: The Littlest Reich)
- 2019: Bunker of Blood: Chapter 8: Butcher’s Bake Off: Hell’s Kitchen
- 2019: Exorcism at 60,000 Feet
- 2020: Blade the Iron Cross
- 2020: The Deep Ones